# Борис Зубков и Евгений Муслин
Бори́с Васи́льевич Зубко́в (1923, Москва — 1986) и Евге́ний Сали́мович Муслин (р. 1930, Харьков — 12.09.2018) — русские советские писатели-соавторы, журналисты. Известные представители сатирической советской научной фантастики 1960-х годов.

## Биографии
Зубков окончил институт с дипломом инженера-электрика. Работал в редакции журнала «Знание-сила». Печататься начал с 1950-х годов. Известен, помимо научно-фантастических, произведениями научно-популярной и научно-художественной литературы.
Муслин окончил Московский авиационно-технологический институт с дипломом инженера-самолётостроителя, сначала работал в КБ А. Люльки. Работал в журнале «Изобретатель и рационализатор». В 1975 году эмигрировал в США, где работал корреспондентом русской службы новостей радиостанции «Радио „Свобода“».

## Творчество
Первые научно-фантастические публикации соавторов — рассказы «Зелёная кнопка» и «Летающая собака».
В 1968 году издательство «Молодая гвардия» выпустила сборник рассказов Зубкова и Муслина «Самозванец Стамп». После эмиграции соавтора Зубков написал ещё два научно-фантастических произведения — рассказ «Парадокс Власа Уварова» (1973) и повесть «Тайна „Центавры“» (1976, в соавторстве с А. Ершовым).
Фантастическое творчество соавторов сводится главным образом к рассказам-памфлетами, обличающим и высмеивающим негативные последствия использования новых изобретений и открытий в буржуазном обществе. Так, в рассказе «Непрочный, непрочный, непрочный мир» (1966) описано потребительское общество близкого будущего, в котором запрещено изготавливать прочные, надёжные вещи, что заставляет жителей этой своеобразной антиутопии покупать во все возрастающем темпе.

### Сборники
- Самозванец Стамп М.: МГ, 1968. — 288 с.

### Рассказы и повести
- 3 с минусом: Ф. рассказ // ЗС, 1965. № 11.
- Башня //НФ-5, 1966.
- Бациллус террус // ХиЖ, 1965. № 1. [=Вечная машина]
- Бунт // Фантастика, 1965. В. 1. — М.: МГ, 1965..
- Вечная машина // Фантастика, 1965. В. 1. — М.: МГ, 1965. [=Бациллус террус]
- Грибы: Ф. рассказ // ЮТ, 1966. № 2.
- Житейские разговоры XXI века // ЗС, 1964. № 12.
- За краем Солнца // ЗС, 1963. № 2.
- Зелёная кнопка // ЗС, 1963. № 1.
- Квазижизнь мистера Нобла // 1965. [Только Б. Зубков]
- Кибернетика — с улыбкой: Ф. миниатюры // ТМ, 1965. № 1.
- Корифей, или умение дискутировать //Фантастика 1967: Сб. — М.: МГ, 1968.. [=Умение дискутировать]
- Красная дверь // ИР, 1966. № 12.
- Летающая собака // Юный натуралист, 1963, № 1
- Неизбежное вырождение: Ф. юмореска // ТМ, 1964. № 11.
- Немая исповедь //Искатель, 1966. № 3.
- Непрочный, непрочный, непрочный мир: Ф. рассказ-памфлет //Научно-технические общества СССР, 1966. № 1.
- Островитяне // ЮТ, 1965. № 10.
- Парадокс Власа Уварова // ИР, 1973. № 8. [Только Б. Зубков]
- Плоды //Фантастика 1967: Сб. — М.: МГ, 1968..
- Просто хлеб: Ф. рассказ // ЮТ, 1966. № 12.
- Самозванец Стамп // Фантастика, 1964 год. — М.: МГ, 1964.
- Синий мешок // ИР, 1964. № 6..
- Синий мешок //Фантастика, 1964 год. — М.: МГ, 1964.
- Среди киберов // ЗС, 1965. № 2.
- [Только Б. Зубков, в соаторстве с Анатолием Ершовым] Тайна «Центавра»: Ф. повесть //Звезда Востока, 1976. № 3.
- Умение дискутировать // Наука и техника, 1967. № 9.. [=Корифей, или умение дискутировать]
- Чёрные и зелёные // ЗС, 1963. № 5.